# Karczewiec (Sorkwity)
Karczewiec (deutsch Neusorge) ist eine Ortschaft in der polnischen Woiwodschaft Ermland-Masuren. Sie gehört zum Dorf Rybno (deutsch Ribben) innerhalb der Landgemeinde Sorkwity (Sorquitten) im Powiat Mrągowski (Kreis Sensburg).

## Geographische Lage
Karczewiec liegt südlich des Pillacker Sees (polnisch Jezioro Piłakno) inmitten der Woiwodschaft Ermland-Masuren, 15 Kilometer südwestlich der Kreisstadt Mrągowo (deutsch Sensburg).

## Geschichte
Neusorge war einst ein Vorwerk zum Gut Ribben (polnisch Rybno) im Kreis Sensburg in der preußischen Provinz Ostpreußen. Es zählte im Jahr 1905 insgesamt 47 Einwohner in vier Wohnhäusern. Am 30. September 1928 wurde Neusorge mit dem Gutsbezirk Ribben in die Landgemeinde Ribben überführt.
Als 1945 in Kriegsfolge das gesamte südliche Ostpreußen an Polen kam, war auch Neusorge davon betroffen. Der Ort erhielt die polnische Namensform „Karczewiec“ und ist heute nach Rybno (Ribben) einbezogen, zu dessen Schulzenamt (polnisch Sołectwo) es auch gehört. Zusammen sind die beiden Orte in den Verbund der Gmina Sorkwity (Sorquitten) im Powiat Mrągowski (Kreis Sensburg) eingegliedert, bis 1998 der Woiwodschaft Olsztyn, seither der Woiwodschaft Ermland-Masuren zugehörig.

## Kirche
Bis 1945 war Neusorge in die evangelische Kirche Ribben in der Kirchenprovinz Ostpreußen der Kirche der Altpreußischen Union sowie in die katholische Kirche Kobulten im damaligen Bistum Ermland eingepfarrt. Heute gehört Karczewiec kirchlicherseits ganz nach Rybno: zur evangelischen Kirchengemeinde, einer Filialgemeinde der Pfarrei Sorkwity in der Diözese Masuren der Evangelisch-Augsburgischen Kirche in Polen, und außerdem zur katholischen Pfarrei Rybno im jetzigen Erzbistum Ermland.

## Verkehr
Karczewiec liegt an der Woiwodschaftsstraße 600, einer verkehrstechnisch bedeutenden Verbindungsstraße zwischen den Regionen Mrągowo (Sensburg) und Szczytno (Ortelsburg). Von Rozogi (Rosoggen) aus führt außerdem ein Landweg in den Ort. Eine Bahnanbindung besteht nicht.

## Persönlichkeiten
- Gotthard von Tyszka (1801–1877), deutscher Jurist und Mitglied der Deutschen Reichstages, lebte ab 1864 als Privatier auf Gut Neusorge